# Otton Weiland

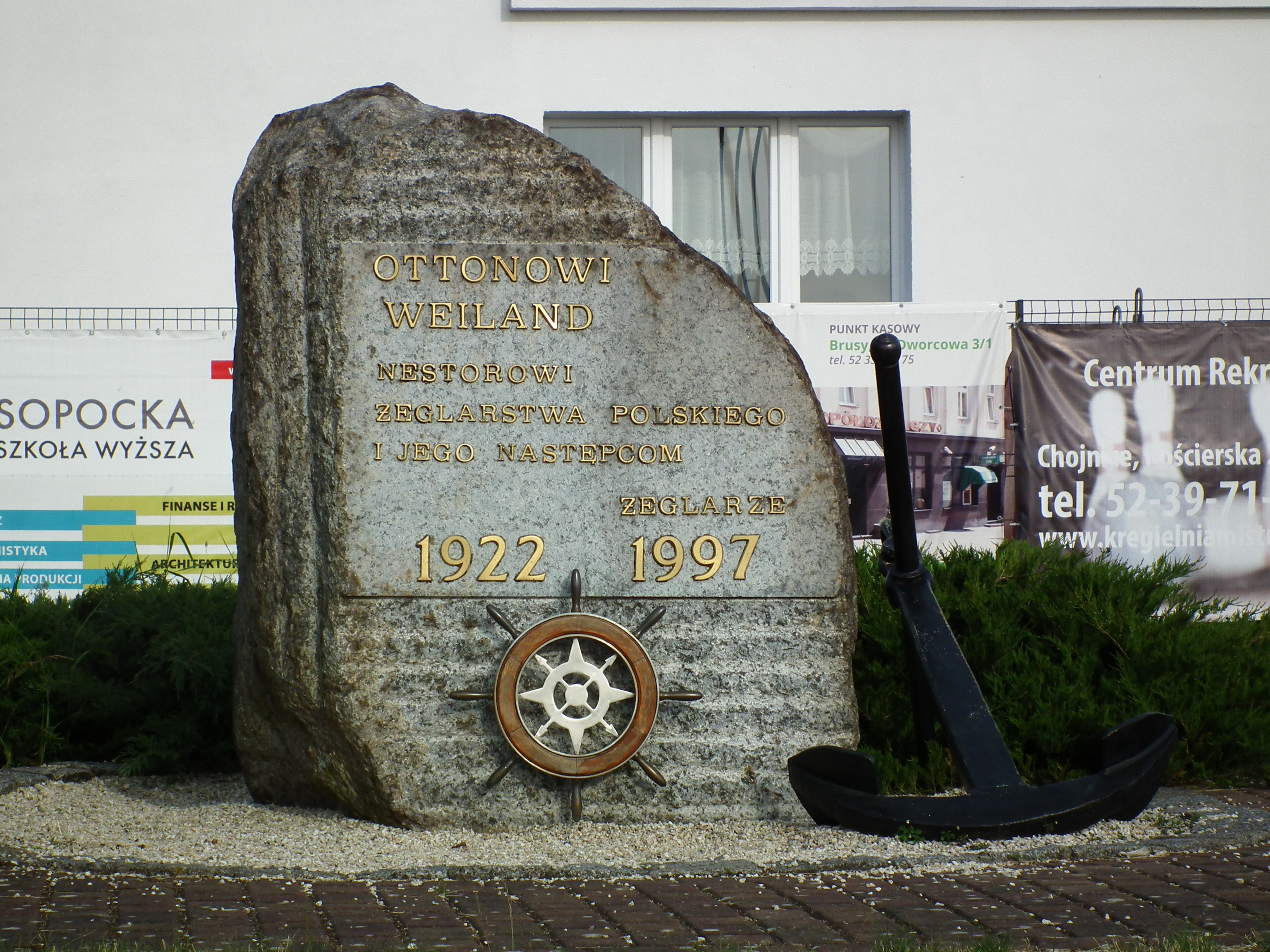
Pomnik w Charzykowach

Otton Weiland, również Weilandt (ur. 2 października 1887 w Chojnicach, zm. 29 grudnia 1966) – żeglarz, twórca polskiego żeglarstwa lodowego, konstruktor pierwszych polskich bojerów (tzw. "weilandów"), założyciel i pierwszy prezes Stowarzyszenia Przyjaciół Żeglarstwa w Charzykowach w roku 1919, które w roku 1922 przekształciło się w Klub Żeglarski - Chojnice. Współtwórca i wiceprezes Polskiego Związku Żeglarskiego.